# Oktiabrski (Gazir)
Oktiabrski - Октябрьский (rus) és un possiólok del krai de Krasnodar, a Rússia. Es troba a les planes de Kuban-Priazov, a la vora del Buzinka, afluent del Txelbas. És a 36 km al nord-est de Vísselki i a 117 km al nord-est de Krasnodar. Pertany al possiólok de Gazir.